# Árva vármegye
Árva vármegye (szlovákul: Oravská župa, németül: Komitat Arwa, latinul: Comitatus Arvensis, lengyelül: Komitat Orawa) közigazgatási egység az egykori Magyar Királyság felvidéki részében. A vármegye területének nagyobbik fele ma Szlovákia, míg egy apró része Lengyelország fennhatósága alá került.

## Elnevezése
Az Árva (szlovákul Orava) folyóról kapta nevét, aminek a neve pedig a maga részéről valószínűleg preszláv indoeurópai ősiségű, bár többféle szláv névmagyarázatára is történt kísérlet. A másfajta jelentéstartalommal is rendelkező magyar neve népetimológia eredménye.

## Földrajz
Árva vármegye szomszédai északon és keleten Galícia osztrák tartomány, délen Liptó vármegye, délnyugaton Turóc vármegye, nyugaton pedig Trencsén vármegye voltak. Területét az Árva folyó és mellékvizei hálózták be és az Árvai-Magura délnyugat-északkeleti irányú hegylánca vágta ketté. Ma Szlovákiához tartozik egy kis északkeleti darab kivételével, mely Lengyelország része.

## Története
Árva vármegye a 14. század elején a zólyomi erdőispánság egy részéből alakult ki, határait főképp magas hegyláncok határozták meg, ezért alig változtak. 1922-ben, már Csehszlovákiában szűnt meg, amely de facto 1918-ban elfoglalta, majd ezt a helyzetet az 1920-as trianoni békeszerződés de jure is megerősítette.
A legősibb, már 1111-ben említett település Turdossin. 1265-től magyar vámállomásként működött a Közép-Magyarországról Lengyelországba, Krakkóba vezető kereskedelmi útvonalon. Ekkoriban a településtől északra fekvő területek Lengyelországhoz tartoztak, amit az is bizonyít, hogy ott (Jablonka területén) Nagy Kázmér lengyel király 1368-ban vámhivatalt létesített, amely a turdossini magyar vámállomás lengyel megfelelője volt.
1918 után Lengyelország a megye északkeleti, lengyel többségű részét magáénak követelte, a határvita 1920-ban átmenetileg tizenhárom község (Alsózubrica, Bukovinapodszkle, Chizsne, Felsőlipnica, Felsőzubrica, Harkabúz, Hladovka, Jablonka, Oravka, Pekelnik, Podvilk, Szárnya és Szuchahora) Lengyelországhoz csatolásával jutott nyugvópontra, majd 1924-ben került sor végleges megállapodásra, melynek alapján Csehszlovákia visszakapta Hladovkát és Szuchahorát, cserébe viszont Alsólipnicát átengedte Lengyelországnak.
A Csehszlovákiához került rész 1922 végéig tovább működött önálló megyeként, 1922 végén azonban megszüntették a régi vármegyéket, és ezután elég gyakoriak voltak Csehszlovákia illetve Szlovákia közigazgatási átszervezései. Árva területe 1923-28 között Tátraalja (nagy)megyéhez (Podtatranská župa) tartozott, a nagymegyék megszüntetése után 1928-39 között a Szlovák tartományhoz, 1939-45 között a független Szlovákiában Tátra megyéhez (Tatranská župa), a második világháború után ismét Csehszlovákia Szlovák tartományához, 1949-60 között a Zsolnai kerülethez, 1960-90 között a Közép-Szlovákiai kerülethez, 1990-96 között pedig a kerületek megszüntetése miatt ismét közvetlenül Szlovákiához tartozott. Szlovákia közigazgatási felosztásának legutóbbi, 1996-os módosítása óta az egykori Árva megye területének ide tartozó része ismét a Zsolnai kerületez tartozik.
A Lengyelországhoz került rész 1975-ig a Krakkói vajdasághoz, ezután 1998-ig az Újszandeci vajdasághoz (województwo nowosądeckie) tartozott, azóta pedig a Kis-lengyelországi vajdaság része.

## Lakosság

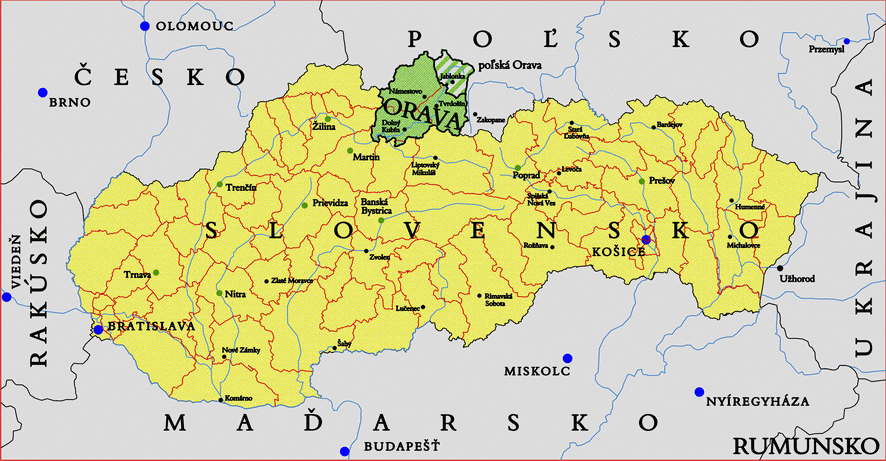
Az egykori Árva vármegye fekvése a mai Szlovákián és Lengyelországon belül

- A lakosság száma 1857-ben[3] 76 287 volt. Közülük 96 magyar (0,13%), 76 191 szlovák (99,87%) anyanyelvű volt.

- A lakosság száma 1880-ban 81 643 volt. Közülük 355 magyar (0,43%), 2 213 német (2,71%), 75 901 szlovák (92,97%) anyanyelvű volt. Körülbelül 15 000 lengyel szlovákként lett feltüntetve.

A lakosság száma 1890-ben: 84.820 fő; ebből 773 magyar; 1.918 német; 81.600 tót (ebből kb. 17.000 lengyel a többi szlovák).
Az 1910. évi népszámlálás szerint Árva vármegye összes (polgári és katonai) jelenlévő népessége 78 745 fő volt. Ennek megoszlása anyanyelv szerint a következő volt:
- 59 096 (75,0%) szlovák
- 2000 (2,5%) magyar
- 1518 (1,9%) német
- 16 131 egyéb, melynek döntő többsége lengyel anyanyelvű[5]

Helyi szlovák nyelvjárását a 20. század elején még sűrűn tarkították a lengyel, német és cseh kifejezések.

## Közigazgatás

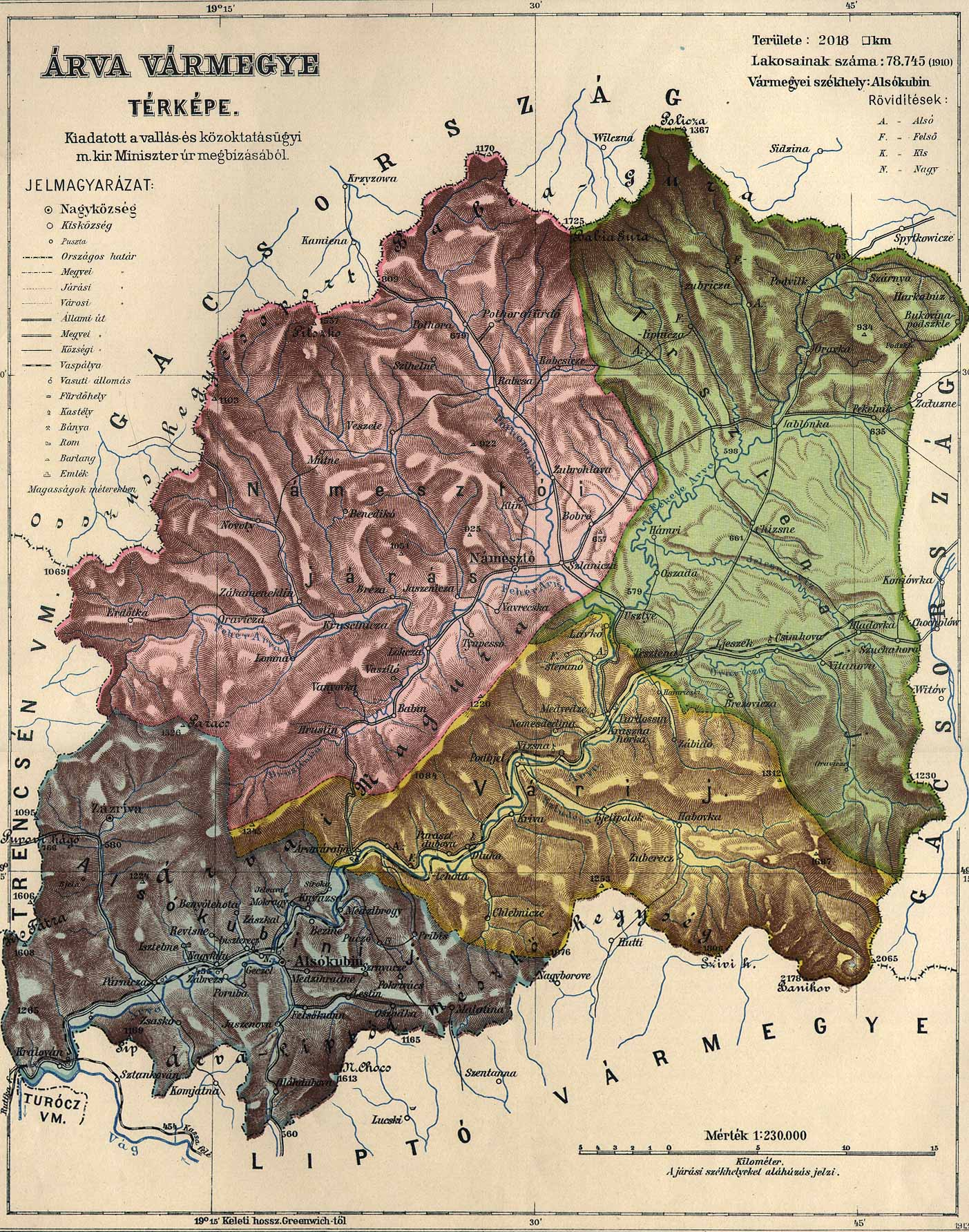
Árva vármegye járásai

Székhelye a középkortól Árva vára (szlovákul Orava, németül Arwa) volt, majd a 17. század végétől kezdve Alsókubin (szlovákul Dolný Kubín, németül Unterkubin).
A vármegye négy járásra oszlott:
- Alsókubini járás, székhelye Alsókubin
- Námesztói járás, székhelye Námesztó
- Trsztenai járás, székhelye Trsztena
- Vári járás, székhelye Turdossin